# Tim Hetherington
 Der er for få eller ingen kildehenvisninger i denne artikel, hvilket er et problem. Du kan hjælpe ved at angive troværdige kilder til de påstande, som fremføres i artiklen.

Tim Hetherington (født 5. december 1970, død 20. april 2011 i Misratah i Libyen) var en britisk fotojournalist.
Hetherington studerede litteratur ved University of Oxford, før han studerede fotojournalisme under Daniel Meadows og Colin Jacobson i Cardiff i 1996.
Efter at have arbejdet som trainee i The Big Issue, arbejde han meget i Vestafrika, og dokumenterede den politiske uro, der fandt sted der. Under borgerkrigen i Liberia var Hetherington og hans kollega James Brabazon de eneste udenlandske journalister som levede bag rebellernes linjer, noget som førte til at præsident Charles Taylor udstedte en henrettelsesordre på dem.
I 2006 arbejdede han som efterforsker for FN sin sanktions-komité for Liberia.
Mellem 2007 og 2008 rejste han flere gange til Afghanistan sammen med skribenten Sebastian Junger, for en opgave for Vanity Fair. Disse turer førte til den prisbelønnede dokumentarfilm Restrepo (2010).
Han blev dræbt den 20. april i 2011 i den belejrede Misratah i den igangværende borgerkrig i Libyen.